# Kınalıada

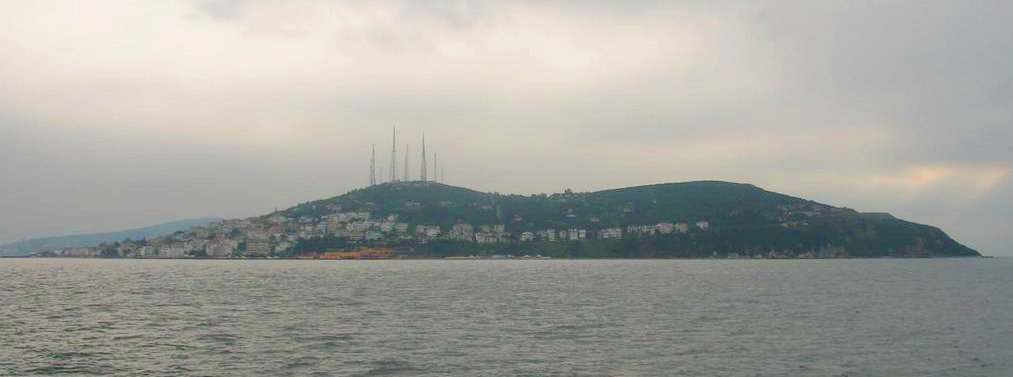
Vista panorâmica

Kınalıada (em grego: Πρώτη; romaniz.: Próti), também conhecida como Prote ou Akroni, é uma das nove ilhas que constituem o arquipélago das ilhas dos Príncipes (em turco: Adalar) e administrativamente são um distrito da área metropolitana de Istambul, Turquia. Em 2000, tinha 3 318 habitantes permanentes.

## Descrição
Situa-se no mar de Mármara, a sudeste do centro de Istambul, em frente ao subúrbio de Maltepe e é a mais ocidental das ilhas dos Príncipes, portanto a mais próxima da parte europeia de Istambul. O nome turco da ilha signfica ilha (ada) da hena (kına), uma referência à cor da terra da ilha, que é vermelha devido às minas de ferro e cobre que lá existiram. A circulação de veículos motorizados ou de tração animal é proibida na ilha.
Tem cerca de 1,5 de comprimento por 1,1 km de largura. É a quarta maior ilha de Adalar e tem três grandes colinas: Çınar, na parte ocidental, Teşvikiye, a mais alta, com 115 metros, situada ao lado de Çınar, e Hristo, com 93 metros, em cujo cume se encontra o Mosteiro da Transfiguração (ou de Histro ou Christo), pertencente à Igreja Ortodoxa Grega. No lado ocidental da colina de Histro situa-se a baía de Manastır, em cuja costa norte há pequenos buracos resultantes de mineração, que são uma das atrações turísticas da ilha.
O clima de Kınalıada é mais áspero do que o das outras ilhas dos Príncipes. É relativamente pouco florestada, ao contrário do resto do arquipélago. Devido a isso, a ilha não é usada para veraneio pelos istambulitas, entre os quais é popular arrendar ou ter casas de férias nas ilhas Adalar. Em contrapartida é rica em pedra, que foi usada durante o período bizantino na construção das Muralhas de Constantinopla. As pedreiras da ilha forneceram igualmente pedra na construção da doca de Tophane e do porto de Haydarpaşa, no século XIX.

## História
Durante o período bizantino, quando era conhecida como Prote, à semelhança de outras ilhas do aqruipélago, a ilha era usado como local de exílio de dignitários caídos em desgraça. Depois de 1833 instalaram-se os primeiros habitantes arménios, cuja população aumentou com a criação dos serviços de ferryboat em 1846, a ponto de se tornar maioritária na ilha. Os arménios construíram a igreja arménia de Surp Krikor Lusavoriç (São Gregório, o Iluminador) e a Escola Arménia  de Nersesyan em 1857, que tiveram um papel importante na revitalização da ilha. Os principais edifícios construídos pela minoria grega local são a Igreja Panayia e a Escola Primária Grega, construída em 1869. A Escola Primária Tuca começou a funcionar em 1935. A mesquita de Kınalıada foi construída em 1963.
A ilha não dispunha de água canalizada ou eletricidade até 1947. Até 1981, quando foi construída uma rede de distribuição de água ligada ao continente, o abastecimento de água era assegurado por cisternas e era frequente haver faltas de água. Na última década do século XX o número de habitantes teve grandes oscilações: de 3 943 em 1990, desceu para 2 539 em 2000, antes de voltar a subir para os 3 318 de 2000.
Exilados famosos em Prote:

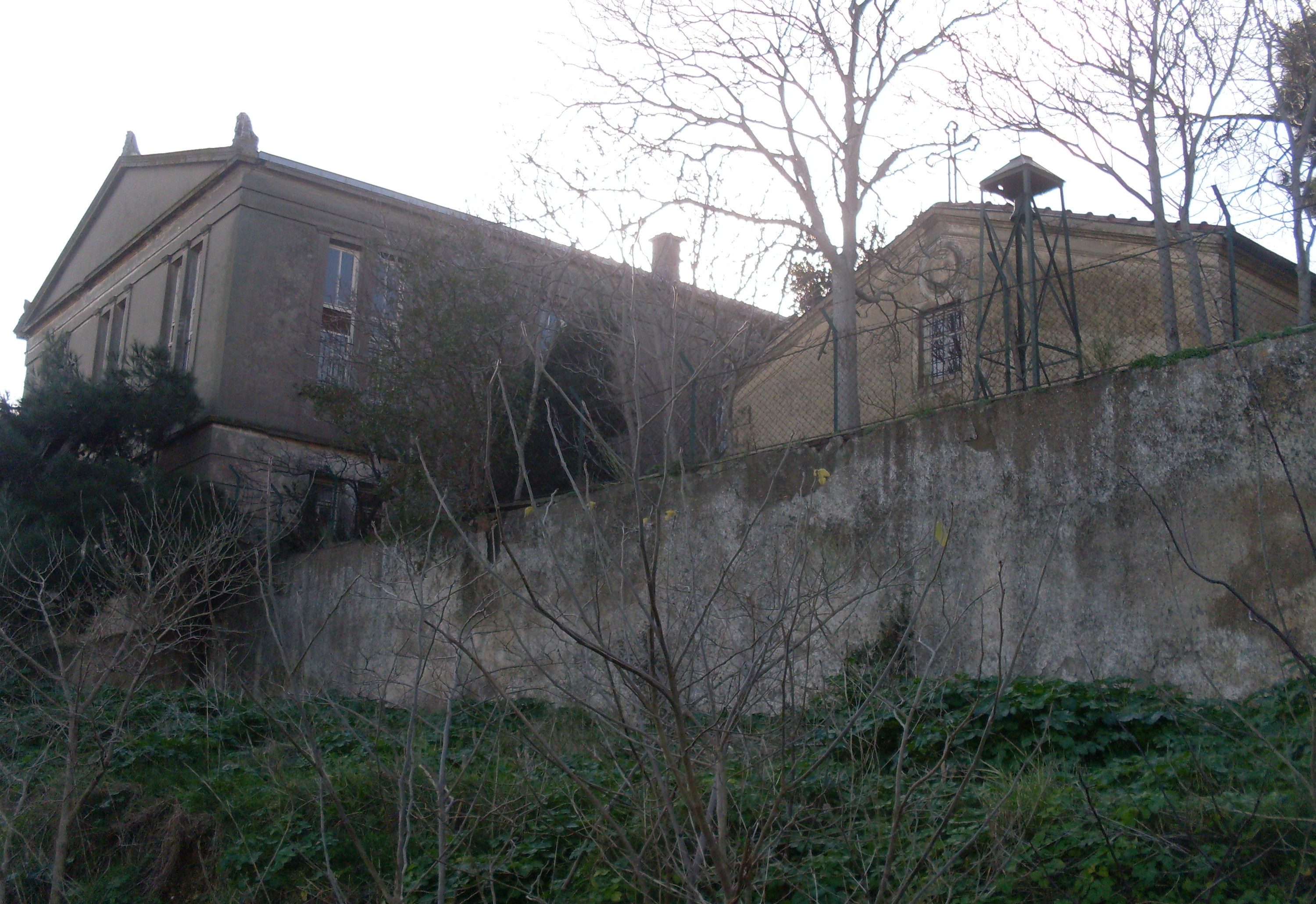
Mosteiro grego de, conhecido como mosteiro de Hristo ou Christo

- Miguel I Rangabe — imperador entre 811 e 813; viveu na ilha a partir de 813 com a sua família, após ter abdicado, e ali morreu em 844.
- Romano Lecapeno — imperador entre 920 e 944; foi obrigado a tornar-se monge em Prote após ter sido deposto pelos seus filhos Estêvão e Constantino em dezembro de 944, tendo morrido na ilha 4 anos depois.[2]
- Teofana Anastaso — esposa do imperador Romano II e depois de Nicéforo II Focas, foi exilada em Prote durante algum tempo pelo seu amante, também imperador, João I Tzimisces.
- Leão Focas, o Jovem — distinto general, irmão de Nicéforo II Focas, foi cegado e enviado para Prote em 971.
- Romano IV Diógenes (r. 1068–1071) —  foi exilado na ilha após ter sido cegado em junho de 972, tendo morrido pouco depois devido aos ferimentos causados pelo vazamento dos olhos. O imperador deposto teria sido enterrado na ilha,[3] diz-se que perto do local onde se ergue atualmente um orfanato.[1]

Outros residentes célebres:
- Irene de Atenas (752–803) — imperatriz bizantina
- Sibil (Zabel Asadour) (1863–1934) — poetisa arménia otomana
- Zahrad (1924–2007) — poeta arménio da Turquia
- Mesrob II Mutafyan (n. 1956) — patriarca arménio de Constantinopla